# Faldingworth
Faldingworth är en ort och civil parish i Storbritannien.   Den ligger i grevskapet Lincolnshire och riksdelen England, i den sydöstra delen av landet, 210 km norr om huvudstaden London. Faldingworth ligger 28 meter över havet och antalet invånare är 253.
Terrängen runt Faldingworth är platt. Runt Faldingworth är det ganska tätbefolkat, med 83 invånare per kvadratkilometer. Närmaste större samhälle är Lincoln, 16,4 km sydväst om Faldingworth. Trakten runt Faldingworth består till största delen av jordbruksmark.